# The Way You Look Tonight
The Way You Look Tonight è un brano musicale con il testo di Dorothy Fields e la musica di Jerome Kern. Il brano musicale faceva parte della colonna sonora del film Follie d'inverno (Swing Time) del 1936 diretto da George Stevens, interpretata da Fred Astaire. Il brano musicale ottenne il Premio Oscar del 1937.

## Riconoscimenti
- Miglior canzone (The Way You Look Tonight) a Jerome Kern e Dorothy Fields